# Hedwig Courths-Mahler
Hedwig Courths-Mahler, w Polsce raczej Jadwiga (czasem błędnie Mahlerowa), z domu Mahler (ur. 18 lutego 1867 w Nebrze, zm. 26 listopada 1950 w Rottach-Egern) – niemiecka pisarka, głównie schematycznych romansów.
Wszystkie jej utwory objęte były w 1951 roku zapisem cenzury w Polsce, podlegały natychmiastowemu wycofaniu z bibliotek.

## Dzieła (wybór)
- Die wilde Ursula, 1912
- Die Bettelprinzeß, 1914
- Griseldis, 1916
- Ich will, 1916
- Meine Käthe, 1917
- Eine ungeliebte Frau, 1918
- Die schöne Unbekannte, 1918
- Der Scheingemahl, 1919
- Die Kriegsbraut
- Die entflohene Braut
- Die rote Limusine
- Nur wer die Sehnsucht kennt
- Da sah er eine blonde Frau
- Die Heerrin von Retzbach
- Ich kann's dir nimmer sagen
- Das ist der Liebe Zaubermacht
- Nach dunklen Schatten das Gluck
- Dorrit und ihre Schwester
- An deinem Herzen fur immer geborgen
- Sag, wo weiltest du so lange?
- Sie hatten einander so lieb
- Was tut man nicht für Dorothy
- Mein liebes Mädel
- Nur dich allein
- Was Gott zusammenfugt
- Prinzess Lolo
- Ich lieb'in dir die ganze Welt
- Lady Gwendolins Ebenbild
- Du darfst nicht von mir gehen
- Fraulein Sonnenschein
- Die Schwestern Herfort
- Das Amulett der Rani
- Das Schicksals Wellen
- Ihr Geheimnis
- Von Schwerer Last befreit
- Heidelerche
- Du hast mein Herz bezwungen
- Das Drama von Glossow
- Durch Liebe erlost
- Im Gluck vereint
- Die Sonne von Lahori
- Dich muss ich lieben immerdar
- Die Herrin von Armada

## Książki wydane w Polsce
- Gilda – statek szczęścia
- Arystokratyczny zamęt
- Australijczyk
- Banitka
- Bezdroża miłości
- Będziesz całować inną
- Biedna mała Ania
- Blask złota
- Blaski i cienie miłości
- Chery: Ulubieniec kobiet
- Cicha miłość
- Ciche jezioro
- Cierniowy szlak
- Co ja ci zrobiłam?
- Co stanie się z Lori?
- Córka króla futer
- Córka praczki
- Córka szulera
- Córka zarządcy
- Cudowny amulet
- Czarodziejskie ręce
- Czerwone róże
- Daleka jest droga do szczęścia
- Dama do towarzystwa
- Danielo, szukam cię
- Desperacki krok
- Diamenty i perły
- Diana
- Do ostatniej chwili
- Dokąd idziesz Anito?
- Dole i niedole rozwódki
- Dorrit i jej siostra
- Dorrit w niebezpieczeństwie
- Dozgonna przyjaźń
- Droga Britty do szczęścia
- Dumne milczenie
- Dwa listy
- Dwie kobiety
- Dylemat
- Dzieci szczęścia
- Dziedzictwo Rodenbergów
- Dziewczęca naiwność
- Dziewczyna znad skalistego brzegu
- Dziewicza twierdza
- Dzika Urszula
- Fatalny list
- Gdyby życzenia zabijały
- Gdzie jest Ewa?
- Gdzie serce znajdzie szczęście?
- Gonda
- Gorzki smak wdzięczności
- Hańba
- Hiszpański zalotnik
- I obiecuję zazdrość, kochanie
- Jasnowłosa
- Jego dziecko
- Jego żona
- Jesteś moim światem
- Kaprysy Dory
- Kiedy dwoje się kocha
- Kłamstewka tajemniczej Felizitas
- Kłopotliwa scheda
- Kocham cię, Lonny
- Kocham innego
- Koleje losu
- Kreolka
- Księżniczka Libusza
- Księżniczka z wyspy
- Kto jest bez winy...
- Kto pierwszy rzuci kamieniem?
- Kto zawinił?
- Ludzie nazywają to miłością
- Łabędzi śpiew
- Łowca kobiet
- Magia miłości
- Małżeńska łamigłówka
- Małżeństwo Felicji
- Małżeństwo Lizelotty
- Małżeństwo na niby
- Małżeństwo Susy
- Meluzyna
- Między dumą a miłością
- Milionerka
- Miłosne udręki
- Miłosne wyznania doktora Rodena
- Miłość Heleny Jung
- Miłość i szantaż
- Miłość rodzi miłość
- Miłość wie lepiej
- Moja kochana dziewczyna
- Na przekór złym mocom
- Nadejdzie nasz dzień
- Namiętność Zuzanny
- Naprawdę mnie kochasz?
- Narzeczona z ojczyzny
- Nie ma szczęścia bez ciebie
- Nie oddam cię nikomu
- Niekochana żona
- Niewierność Urszuli
- Niewinna
- Nigdy ci tego nie powiem
- Nigdy cię nie opuszczę
- Odzyskany klejnot
- Ofiary miłości
- Ostatni z rodu
- Pamiątka wierności
- Pani Bettina i jej synowie
- Perły
- Pierścionek dla Rosemary
- Piękna Hiszpanka
- Piękna Liliana
- Podróż poślubna
- Pomóżcie Monice
- Portret lady Gwendoliny
- Potajemne zaślubiny
- Próżniak
- Przez cierpienie do szczęścia
- Przeznaczenie Nandy
- Przybrana córka
- Przyrodnie siostry
- Relikwiarz Lukrecji Borgii
- Romans w podróży
- Rozjaśnione mroki
- Rozłąka
- Rywale
- Sekretna misja
- Sekrety prowadzą donikąd
- Serce nie sługa
- Sinobrody
- Skowronek
- Skradzione życie
- Skrzat
- Słoneczko
- Smak szczęścia
- Sobowtór lady Gwendolin
- Spadkobierczyni
- Spełnione marzenia
- Sprzedane dusze
- Szczęście było blisko
- Szczęście czeka na drugim brzegu
- Szczęście Lisy
- Szlachetny kaprys Wirginii
- Świętość serca
- Tajemna miłość, tajemne cierpienie
- Tajemnica bezimiennej
- Tajemnica Marii Jung
- Tajemnica rubinowego pierścienia
- Tajemnicza miłość Anny
- Tajemnicza miłość Marleny
- Tajemniczy sąsiad
- Testament starego dziwaka
- Tragiczne zauroczenie
- Trucicielka
- Trzy miłości Martiny
- Tyle przez Ciebie płakałam
- Tylko z miłości, Marlies
- Uciec i zapomnieć
- Ucieczka przed małżeństwem
- Uwolnij mnie
- W Bukowym Jarze
- Walka o szczęście
- Wiem, kim dla mnie jesteś
- Wojenna żona
- Wszyscy jesteśmy grzesznikami
- Wśród obcych
- Wygnana córka
- Wystarczy, że mam ciebie
- Wzgardzona
- Z pierwszego małżeństwa
- Zachować głęboko w sercu
- Zagadka w jej życiu
- Zaginiony dokument
- Zagubiony pierścionek
- Zakładniczka
- Zaufaj mi, Katarzyno
- Ze szczęścia świat zawirował
- Zemsta indyjskiej tancerki
- Złotowłosy anioł
- Zmartwienia Anny
- Znalezione dziecko
- Zostanę twoją żoną
- Żebracza księżniczka

## Ekranizacje dzieł
- Die Bettelprinzeß
- Griseldis
- Die Kriegsbraut
- Der Scheingemahl
- Eine ungeliebte Frau

## Opracowania
- Lia Avé: Das Leben der Hedwig Courths-Mahler. München u.a.: Drei-Ulmen-Verl. 1990. ISBN 3-926087-09-9
- Régine Atzenhoffer: Ecrire l'amour kitsch. Approches narratologiques de l'oeuvre romanesque de Hedwig Courths-Mahler (1867-1950). Berne: Lang 2005. (= Contacts; Sér. 3, Etudes et documents; 65). ISBN 3-03910-341-5
- Andreas Graf: Hedwig Courths-Mahler. München: Dt. Taschenbuch-Verl. 2000. (= dtv; 31035; Portrait) ISBN 3-423-31035-9
- Ingrid Müller: Untersuchungen zum Bild der Frau in den Romanen von Hedwig Courths-Mahler. Bielefeld: Pfeffer 1978. (= Bielefelder Hochschulschriften; 16). ISBN 3-88024-018-3
- Siegfried M. Pistorius: Hedwig Courths-Mahler. Ihr Leben. Bergisch Gladbach: Lübbe 1992. (= Bastei Lübbe; 11832; Allgemeine Reihe). ISBN 3-404-11832-4
- Curt Riess: Kein Traum blieb ungeträumt. Der märchenhafte Aufstieg der Hedwig Courths-Mahler. München: Lichtenberg 1974. ISBN 3-7852-1163-5